# Linia kolejowa Weimar – Buchenwald
Linia kolejowa Weimar – Buchenwald – dawna jednotorowa, niezelektryfikowanych linia kolejowa w Turyngii. Miała 14,5 km długości i wspólny przebieg na odcinku od Weimaru do Schöndorf z linią kolejową Weimar – Rastenberg/Großrudestedt. Linia kończyła swój bieg na terenie obozu koncentracyjnego Buchenwald. Została ukończona w dużej mierze w 1944 roku, choć otwarcie miało miejsce już 1943 roku. W latach 1946–1953 transport publiczny był prowadzony na części trasy.